# Beverly Wilshire Hotel
Pour les articles homonymes, voir Beverly et Wilshire.
Le Beverly Wilshire Hotel, aussi appelé le Beverly Wilshire, Beverly Hills, est un hôtel historique de luxe de 70 000 mètres carrés à Beverly Hills, en Californie. Situé à l'intersection du Wilshire Boulevard et de Rodeo Drive, sa construction a été achevée en 1928. Il a été le lieu de tournage de films et de séries télévisées. Les personnes qui y ont séjourné incluent des présidents américains et des célébrités.

## Emplacement
L'hôtel est situé au 9500 Wilshire Boulevard, sur le côté est de Rodeo Drive sud à Beverly Hills, en Californie.

## Historique

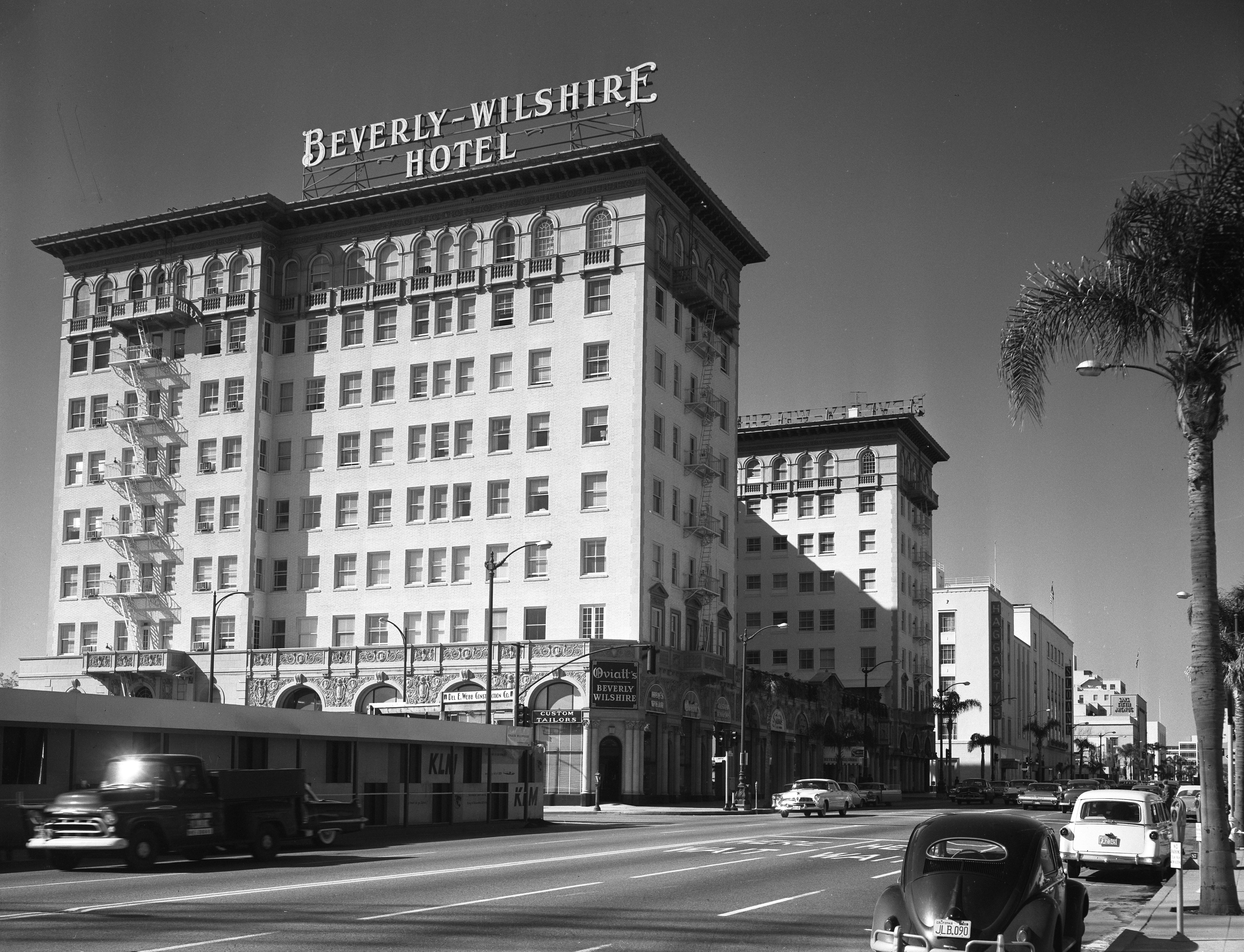
Le Beverly Wilshire Hotel en 1959.

L'hôtel a été construit par le promoteur immobilier Walter G. McCarty sur le site de l'ancienne piste de course Beverly Hills Speedway. Sa construction a été achevée en 1928 (alors que la ville comptait moins de 18 000 habitants), et l'édifice s'appelait alors Beverly Wilshire Appartement Hotel. Le bâtiment en forme de « E » est construit dans le style de la Renaissance italienne, et sa façade utilise la pierre de Toscane et le marbre de Carrare.
Dans les années 1940, renommé Beverly Wilshire Hotel par ses nouveaux propriétaires, il a été rénové et une salle de bal y est aménagée afin d'accueillir les « big bands » populaires de l'époque. Une piscine de taille olympique y a été construite ainsi que des courts de tennis. Le responsable du tennis est le champion Pancho Gonzalez.
L'hôtel a changé de mains en 1958, et de nouveau en 1961, acquis par un groupe d'investisseurs mené par Hernando Courtright,.
Le chanteur Elvis Presley et, plus tard, l'acteur Warren Beatty, ont séjourné plusieurs années à l'hôtel. Il a fait office de logis pour John Lennon, quand il s'est séparé  plusieurs mois de sa femme Yoko Ono. La « socialite » américaine Barbara Hutton, héritière de l'empire des magasins Woolworth, a passé ses dernières années dans cet hôtel, dans la quasi-pauvreté et en très mauvaise santé. Elle y meurt en mai 1979.
Acquis par Regent International Hotels en 1985, l'hôtel de luxe de 395 chambres est administré par Four Seasons Hotels and Resorts depuis 1992.
Les personnalités ayant séjourné au Beverly Wilshire Hotel comprennent le président américain Barack Obama, l'Empereur du Japon Hirohito, le Dalaï-Lama et Sadruddin Aga Khan, ainsi que les musiciens Eric Clapton, Mark Knopfler, Elton John, et les acteurs Michael Caine, Michael Douglas, Farrah Fawcett, Bette Midler, Dustin Hoffman, Anjelica Huston, Robert Pattinson, Walter Matthau et Al Pacino.
Depuis 2006, Wolfgang Puck tient le restaurant Cut à l'intérieur de l'hôtel. L'établissement offre également un spa, appelé Spa at Beverly Wilshire. Le penthouse du Beverly Wilshire Hotel est la plus grande suite d'hôtel de Los Angeles et coûte 25 000 dollars américains par nuit, ce qui en fait l'une des plus chères du monde.

## Culture populaire
- Le Beverly Wilshire a été le lieu de tournage du film Pretty Woman[6], sorti en 1990 et de la série télévisée Entourage sur HBO de 2004 à 2011[10].
- L'hôtel apparaît dans le jeu vidéo Grand Theft Auto 5 sous le nom de Rockford Dorset Hotel.